# Boro (Pâ)
Pour les articles homonymes, voir Boro.
Ne doit pas être confondu avec Boro (Sapouy).
Boro est un village du département et la commune rurale de Pâ, situé dans la province des Balé et la région de la Boucle du Mouhoun au Burkina Faso.

## Géographie
Le village est traversé par la route nationale 1.